# ツバサ-RESERVoir CHRoNiCLE-のメインキャラクター
ツバサ-RESERVoir CHRoNiCLE-のメインキャラクターでは、CLAMPの漫画『ツバサ-RESERVoir CHRoNiCLE-』、およびそれを原作とするアニメ『ツバサ・クロニクル』の主要登場人物について記載する。

## 小狼（シャオラン）
本作の前半の主人公で、『小狼』の写身（ウツシミ）。アニメ版の声優は入野自由。異世界に飛び散ったサクラの記憶の羽根を探している。基となったキャラクターは『カードキャプターさくら』の李小狼である。イメージカラーは、緑。
払った対価
サクラとの関係性。
人物
真面目な努力家で、一度決めた事は決して諦めない一本気な性格。また一部を除き、他人に対して基本的に敬語で話す。サクラとは幼馴染であり、彼女が好き。藤隆の影響か古いものや伝説には目が無く、未知との遭遇にも心躍らせていることが多い。読書好きでもあり、本を読みながら前を見ずに歩くことが出来る。酒には弱く、酔うと人と物の区別が全く出来なくなり、酔っていた時の記憶も無い。一人称は「おれ」。
小狼（写身）の略歴
幼い頃の記憶が無く、気が付いた時には一人だった。考古学者の藤隆に出会ってからは共に各地を旅し、玖楼国に滞在し始めたのもこの国の遺跡の調査が目的だった。藤隆がいなくなっても、遺跡の発掘で生計を立てながら一人で暮らしていた。正体は、飛王・リードが『小狼』を基に魔法で創り出した写身である。飛王によって目的のために手段を選ばない冷徹な性格を与えられるが、『小狼』によって心と感情を得た。飛王からそのまま玖楼国へ送り込まれた。
解けた封印
東京で性格と心、感情を失う。この時ファイの左目を抉り奪い自らに取り込んだ。その後は飛王の手を借り、異世界を渡り歩きながら一人で羽根を捜し、既にいくつかの世界で羽根を集めている。
躯（カラダ）が記憶していた心
夢の世界では、飛王の命令によりサクラを斬ろうとした。その後『小狼』との戦闘中に意図せずにサクラを刀で貫き、その魂が桜の花弁となって散ったとき、花びらを握り締めて悲しむ。サクラの躯がカイルに連れ去られた後、再び行方を眩ませた。
サクラへの想い
玖楼国の遺跡で『小狼』と再び対峙したが、実は傀儡としての自分を終わらせるためだった。その直後に『小狼』を庇って致命傷を負い、『小狼』に後を託しかつて共に旅をした仲間達に詫びと感謝をしながら、破片のように砕けて空中に消えていった。
転生と『小狼』
創られた存在であるため、人間のように死なず、侑子に夢の世界で助けられ、生まれ変わる事を選択する。選択の後、理が崩れたために生じた閉じられ繰り返す時間の輪の世界で、クロウの血縁（李家）に転生した。同じく写身のサクラの転生と出会い、『小狼』を息子として授かる。繰り返す時間の輪を解消するため、そして子ども達を守るために、同じく親となった転生のサクラと共にガラスの筒に入り待機。クロウから与えられた力で自分達の時間を戻し、再び切り取られた時間の玖楼国の遺跡で戦う仲間のところへ戻ってくる。最後は飛王が消滅する際、自分達もそれぞれ一枚の記憶の羽根となり、本体の『小狼』の中に消える。
戦闘
争いを好まない性格で必要以上の戦闘は避けていたが、心を失った後は冷酷な戦闘スタイルになる。星史郎に学んだ蹴り技主体の格闘術を使っていた。後に黒鋼に師事し、気配を感じる修行を受けたり、桜都国で緋炎を手に入れ剣術を習っていた。ファイの魔力を手に入れてからは、魔法も使用する。戦闘時の魔法は火の術を好んで用いる傾向にある。
緋炎（ひえん）
桜花（エドニス）国の仮想現実ゲーム世界「桜都国」で手に入れた、炎の力を宿す刀。仮想世界でしか存在しない物だった。刀身に炎を纏う。初めて使ったのは桜花国（エドニス国）を離れる少し前である。東京では、モコナが置いてきた蒼氷の代わりに緋炎を黒鋼に渡そうとした際、魔法で奪い黒鋼達を攻撃した。それ以降、魔法と共に使用している。現在は、『小狼』が所有している。名前は『X』の登場人物から。

## サクラ / ツバサ
本作のメインヒロイン。漢字表記では桜、アニメ版での表記はサクラ。14歳。アニメ版の声優は牧野由依。飛王・リードの陰謀がきっかけで記憶が異世界に飛び散った。玖楼国の姫にして王位第一継承者。後者は真名。4月1日生まれ。基となったキャラクターは『カードキャプターさくら』の木之本桜である。イメージカラーは、桜色。
払った対価
小狼との思い出。
人物
天真爛漫な性格で、誰にでも好かれる心優しい美少女。運動神経は少し鈍いが、一部の世界では「神の愛娘」と呼ばれるほどの強運の持ち主。強い霊感と夢見の能力を持っている。旅の際中にファイに家事や料理を習い、今ではかなりの料理上手。酒に酔うと行動が大胆になり、周りを気にせず暴走するが二日酔いはなく、またその時の記憶も無くなるタイプ。寝相が悪い模様。様々な次元を躯（カラダ）に記憶できる力を持つ。正しい時間の玖楼国では両親は藤隆と王妃だが、巻き戻された偽りの時間の玖楼国ではクロウ・リードの娘。桃矢とは兄妹。一人称は「わたし」。
サクラ（写身）の略歴
クロウ国で飛王によって、記憶の羽根が全て様々な次元に飛び散る。そのため、小狼と次元を渡る旅に出る。記憶（＝心）を全て失った事により昏睡状態に陥るも、ファイが差し出した羽根のお蔭で急を脱した。昏睡状態は脱したものの未だ記憶が完全ではないため、突然眠る事がある。
小狼との別れ
東京ではファイを救う対価として、危険な宝探しに自ら志願。巨大生物が徘徊する壮絶な夜の砂漠を血みどろになって潜り抜け、後に卵を手に入れて帰還した。その際、右目の封印が解けて非情となり一人異世界へと発った小狼の心を取り戻す決心をする。それ以降は小狼と『小狼』の間で板挟みになってしまう。インフィニティでは、『小狼』と距離を取る。
チェス大会への参加
砂の国は小狼が暴れたことで壊滅的な惨状と化し、インフィニティでは「砂の国の復興の為に賞金を得る」名目でチェス大会に参加。
未来を変える決意
東京で羽根が戻った時に、夢見の記憶が復活する。チェス大会でファイの呪いが『小狼』に向かって発動されることを予見したため、侑子に右足の自由を対価にしてファイの呪いの矛先を自分に変更した。それにより、ファイ自身を含めた仲間の命を救う。
夢の世界へ渡る決意
チェスの副賞「異次元を旅行できる手段」の移動先を、自分の望む世界へ行けるよう侑子に頼む。確率は1/2と分かっていながら尚強運を対価に払い、魂しか行けない夢の世界へ行くことを決意する。
分かれた魂と躯
大会で優勝し、チェスの副賞「異次元を移動する手段」フレイヤの次元移動が発動する。そこにフレイヤと同調したチィが出現。二人から記憶の羽根が現れ、二つの羽根により魔力が増しファイの呪いが自身へと発動する。結果、躯と魂が別れ、魂は夢の世界へ移動、躯はチィに連れられセレス国へと移動する。以降は『XXXHOLiC』に登場、夢の世界で四月一日に出会う。
正体
彼女もまた、飛王によって創り出された写身である。心もコピーされたものであり、遺跡に触れた時にすり替えられた。本体の彼女は写身を創られる際に躯を失い、魂は飛王に囚われる。写身の魂は文字通り桜の花びらとなって『小狼』の懐で散る。写身の躯は、突如現れたカイルに攫われた。
転生と本体
彼女も写身のために死なず、侑子に助けられて生きる事を選択し、閉じられた時間の輪の世界にて共に転生した小狼と再会している。数年後、小狼との間に『小狼』を息子として授かった。写身のサクラも写身の小狼と同じく時間を戻して飛王との戦いの場に戻り、すべてが終わると一枚の記憶の羽根になって消滅し、本体のサクラの元へ還った。
サクラ姫（ツバサ）の略歴
一方、本体の彼女は時間を止められたままの遺跡で『小狼』に助けられた後、瞬時に7歳の体→14歳の体へと成長した。尚、写身のサクラの記憶は全て視ていた模様。目覚めた本体と写身二人の時空を超える力により、理の壊された世界は元に戻る。そして本体の彼女だけが、時間を巻き戻す前の玖楼国に帰れた。
最終的には『小狼』と両想いになるも、旅立つ決心をした『小狼』を見送り、自分の真名を彼に伝え、必ず再会することを心に誓う。

## 黒鋼（くろがね）/ 鷹王（ようおう）
本作のオリジナルキャラクター。戦国時代を思わせる国、日本（ニホン）国で最強と謳われる忍者。剣技だけでなく力もあり、スピードも兼ね備えている。アニメ版の声優は稲田徹（幼少時は小林由美子）。後者は真の名。幼名は鋼丸（はがねまる）（アニメ版のみ）。前者は、代々諏倭の領主に受け継がれてきた名である。父親の死後、自らその名を継いでいる。イメージカラーは、黒。
払った対価
知世姫に与えられた破魔刀・銀竜（ギンリュウ）。本物は別に在る（後記を参照）。
人物
「強くなりたい」と人一倍強く願い、立ち向かう者・守ると決めた者を奪う様な者には容赦ない。ぶっきらぼうで感情表現が苦手だが、物事の先を読み密かに相手を気遣っている。かなりの負けず嫌い。ファイ曰く意地っ張りで、他人に弱みを見せず、仲間を気遣って痛みを我慢し隠している。小狼の剣術の師匠。かなりの酒好きでザル。押し寿司が好きで、牛乳が苦手。怪談のネタは豊富。恋愛事に関しては疎く、空気を読まない（読めない?）。阪神共和国以来、漫画雑誌『マガニャン』に連載されている忍者漫画を愛読している。一人称は「俺」。
一行の中では父親的存在。しばしばファイやモコナに弄られている。愛称は「黒様」を中心に40個以上存在する。観察力に長けている。ファイの自己犠牲精神を嫌い、しばしば水面下で衝突していた。知世姫を唯一の主君として認め、ピッフル国でも彼女を気にかけている。
黒鋼の略歴
旅の目的は自分のいた世界に戻ることで、不本意ながらも小狼たちの旅に同行する。あまりに無益な殺生をする為、知世姫から「人を殺めるたびに強さが減る呪い」を掛けられ、修行として侑子の所に飛ばされた。
仕組まれた悲劇の過去
日本国内の諏倭領の領主と護国の巫女の間に生まれた。領民を護る両親を尊敬し、両親を護る為に「強くなりたい」と願い少年時代をおくるも、飛王・リードの策略によって目の前で両親を殺される。2人の無残な死を見たことで我を失い、暴走した所を知世姫に鎮められた。この時、知世姫に付けられた左手の傷は未だに残っている（アニメ版では、鎮められる際の捕らわれ方が違う為、左手に傷は無い）。それ以来、白鷺城に忍者として仕えている。
仲間を守る為の選択
東京で小狼が暴走した際、瀕死の状態だったファイを救う為に、自ら餌（エ）となった。これを機に、ファイに「これ以上踏み込むな」と拒絶される。インフィニティでのチェス最終戦後は、サクラを刺して失意の底に落ちて自殺しようとしたファイを止め、諌めた。セレス国ではアシュラ王に攻撃され負傷するが、守護印のお蔭で一命をとり止め、アシュラ王にとどめを刺した。その際呪いにより、セレス国が閉じようとし、呪いの核とされたファイが巻き込まれそうになるが、モコナの魔法具と知世姫からの言葉により蒼氷と左腕を犠牲にして彼を救出した。日本国（白鷺城）に帰り着くと、彼は旅で学んだ強さに対する回答を示し、知世姫と天照から認められる。その後、ファイの支払った対価によって封真からはピッフル国製義手を、知世姫からは本物の銀竜を渡された。
仇討ちとその後
切り取られた時間の玖楼国の遺跡では、『小狼』に自分の目的を果たす様に促した後、家族の仇（飛王）と戦い、最終的にとどめを刺した。この戦いで義手は破壊している。その後、『小狼』と共に再び異世界の旅に出る。『こばと。』のアニメ版第20話に、『小狼』、ファイ、モコナと共に登場している。いおりょぎ（五百祇）曰く「黒鋼と同じ魂を持つ異世界の同一人物」であり、声優も同じ人（cf.公式ガイドブック『Happy Memories』）。
戦闘
好戦的な性格のため戦闘時は進んで前に出る事が多い。長刀を自在に操り、白兵戦だけでなく斬撃を飛ばすことによって遠距離攻撃もこなす。玖楼国での戦闘では幾度かの斬撃にファイの魔法が加わり、威力が増している模様。レコルト国ではセキュリティー用の石像を素手で破壊していた。
蒼氷（そうひ）
桜都国で手に入れた片刃の長剣。強度と切れ味が強く、黒鋼との相性はかなり良いようである。名前は『X』の登場人物から冠されている。
銀竜（ぎんりゅう）
彼が次元を渡る旅を始める際、侑子に対価として渡した破魔刀。黒鋼の宝。一振りは諏倭領主一族に伝わる家宝、もう一振りは父親との最後の約束を果たす為に知世姫から贈られた物（いわゆる同じ名の刀が2つ存在する）。
- 破魔・竜王刃 阪神共和国で蟹男の巧断に使用。阪神共和国では蟹男の巧断を切る際に突貫しているが、修羅の国では剣戟が飛んでいる。
- 破魔・龍王陣 こちらの技のほうが難しい模様。見る限りでは螺旋状の剣戟がまっすぐに飛んでいる。
- 閃竜・飛光撃 修羅ノ国で使用した技。遠距離攻撃用。
- 天魔・昇龍閃 桜都国で鬼に襲われたときや対神威戦に使用。螺旋状の剣戟を上方向に飛ばす。
- 天魔・空龍閃 修羅ノ国で使用した技。龍を模した遠距離の剣戟。剣戟を曲げることが出来る。
- 地竜・陣円舞 桜都国で使用した技。地面を削るように剣を振るい扱う。

## ファイ・D・フローライト / ユゥイ
本作のオリジナルキャラクター。雪深き国・セレス国の魔術師（ウィザード）。アニメ版の声優は浪川大輔。正体はヴァレリア国の皇子ユゥイ。『ファイ』とは彼の双子の兄弟の名である。ファイと名乗っていた理由は、自分の名前及びその存在をこの世から消し去りたかった為らしい。イメージカラーは、青。
払った対価
アシュラ王から入れられた刺青。ファイの『使えば使うほど強くなる魔力』を封じる物である。
人物
強大な魔力の持ち主で、蒼い目が魔力の源である。若く見えるが長寿で、黒鋼より何倍も年上。常に力の抜ける様な笑みを浮かべ大抵の事をそつなくこなす。優しく気配り上手な性格。口癖は口笛の音を言葉で真似した「ひゅ〜」、本人曰く実際には吹けない模様。一行の中では母親(?)的存在。料理や絵が得意。面倒見も良い。一度諌めても隠す事を辞めない黒鋼には少なからず呆れも感じている様子。反面、本音を隠している事が多かった。自ら生きる事を辞めている（黒鋼談）。刺青無しでは魔法を使用しないと決めている。アシュラ王から「酒が主食」と言われるほどの酒豪。寿司（刺身と酸っぱいもの）が苦手。髪型はショートヘアー→後ろで一つに結いでいる。一人称は「オレ」。
略歴
旅の目的はアシュラ王が目覚めた時、王に追いつかれないように色々な世界を渡り歩くこと。実は自力で次元移動が出来る（回数は限られている）。
双子の皇子と仕組まれた悲劇の過去
ヴァレリアは兄弟の皇が統治する国で、ユゥイ（現在のファイ）とファイは弟王の息子として生まれた。国中が待望していた皇子だったが、ヴァレリアでは双子は凶兆とされ、事実凶作が続き、双子の父親が急死し母親も自殺した。そのため兄王は重罪人を落とす深い谷底に建つ塔の上にファイ、下にユゥイを幽閉した。その魔力により兄弟は死ぬ事が出来なかった。その後、乱心の兄王により国は滅びる。後に二人に接触した飛王・リードの口車に乗せられる。ファイが目の前で死んだ際、長らく自分とファイの記憶を取り違えたため、生きる事を望まず、現在の自己犠牲精神に至った模様。この際2つの呪いを掛けられる。旅に同行するサクラと小狼が写身であることを、予め飛王から知らされていた。飛王が去って間もなく、アシュラ王がユゥイを迎えに次元を超えて現れる。この時アシュラ王に『ファイ』と名乗り、ファイの躯と共にセレス国へ行き、その躯をセレス国でお守りとされている蛍石と共に水底に安置してもらった。ラストネームはその蛍石に由来し、ミドルネームの『D』は、セレス国の最高位の魔術師の称号である。セレス国で雪崩から村を守る任務の際にサクラの羽根を2枚発見、一つをチィに、もう一つを旅に持参した（これがサクラの命を繋いだ最初の羽根となった）。その後アシュラ王が民や兵士を襲っている事実を知り、止めたい一心で戦うも殺す事を拒み、魔法で眠らせて水底に安置し、直後に旅立った。
仲間を想う選択と呪いの発動
心から小狼とサクラの幸せを願っていた。東京で小狼に異変が起こった際に魔法を行使したが、小狼に左眼球を奪われる。左目を失ったことで瀕死に陥るが、神威の血と黒鋼の血を流し込まれて吸血鬼となり一命を取り留めた。同時に黒鋼と一蓮托生の関係になる。過去の体験から、自分に深く関わる事で他人を不幸にすることを何よりも恐れている。いつの間にか黒鋼にすっかり心を許して一線を超えていた自分に気付き、彼を拒絶する。以降壁を作って接し、拒絶の意思を込めて黒鋼を名前で呼ぶ。その一方、我が姫と誓いを立てサクラの側に付き添う。インフィニティでは飛王・リードにかけられた呪い（自分以上の魔力の持ち主を殺すこと）が発動され、サクラを突き刺す。そしてセレス国に戻ることを決心した。セレス国に戻った際、アシュラ王と決着をつける為に戦い、最後はヴァレリアの谷での本当の記憶が戻り、朽ちていくファイ（本物）の躯を前に謝罪した。全てが終わったと思われたその時、もう一つの呪いによりセレス国が閉じかけるも、モコナの魔法具と黒鋼の左腕と引き換えによって、脱出する。日本国では、目覚めた黒鋼を思いっきり殴り、セレス国での自己犠牲的行動を諫め、彼と和解した。右目の残り僅かな魔力を対価として黒鋼に左腕の義手を渡した。この際、自己犠牲を辞める事も仲間に約束している。魔力を完全に失ったため、吸血鬼の血のみで命を繋いでいる。それに伴い目の色が吸血鬼の金色に変化した。
魔力復活とその後
切り取られた時間の玖楼国の遺跡で小狼が終わらせた後、奪われた左目と魔力（及び目の色）が元に戻り、同時に吸血鬼の血は消滅した。この際小狼が散る直前に使用した魔法を引き継ぎ飛王と対峙し、黒鋼をサポートしながら共に戦った。この時に現れた『小狼』の両親（小狼とサクラ）が、一緒に旅をした写身である事に最初から気付いていた様子。全てが終わった後、帰る場所が無い事を理由に『小狼』と共に新たに旅立った。『こばと。』のアニメ版第20話に、『小狼』、黒鋼、モコナと共に登場している。担当声優は本作と同じ。
戦闘
本来はその強大な魔力を使った魔法攻撃が専門だが、自分で魔法を使うことを禁じているため、もっぱら武器（大抵は飛び道具）を現地調達することで済ませている。小狼、『小狼』や黒鋼に比べると戦闘に加わる回数は比較的少なく、一歩後ろに下がり援護に回る事が多い。また吸血鬼となり魔力を失った時は、吸血鬼の能力の一つである伸縮自在の爪を主な武器としていた。セレス国、玖楼国では、本来の魔法を行使した戦闘スタイルが描写されている。

## モコナ＝ソエル＝モドキ
白いモコナ=モドキ。アニメ版の声優は菊地美香。一行が侑子から授かった謎の生命体。一人称は「モコナ」。出身世界は日本。

## 『小狼』（シャオラン） / ツバサ
本作の後半の主人公。小狼の本体。日本出身で、正体はクロウ･リードの血筋。声優は入野自由。基となったキャラクターは李小狼である。4月1日生まれ。14歳。前者は旅立つ際に剣と共に父親から譲られた名前であり、本名は後者である。イメージカラーは、緑。
払った対価
関係性と自由と時間。四月一日君尋の存在を維持し続ける手段。
人物
顔立ちは凛々しいが、言葉遣いがぞんざいであり、笑顔やリラックスした表情はあまり見せないが、誠実かつ意志が強く、仲間を大切に思っている。雷帝招来や風華招来などの技を使うことが出来、中国拳法に近い型の体術を使用する。使用している剣（元々剣は父親の物）や魔法陣もほぼ同じ。一人称は写身の小狼同様「おれ」。
略歴
サクラ（本体）との出会い
幼い頃、母親（サクラ）の予知夢に従った父親（小狼）に言われるがままに、事情を知らずに一人で侑子の店に来た。次元移動の対価は、木之本桜の星の杖。玖楼国の遺跡へ飛ばされ、7歳の誕生日まで7日前のサクラ姫と出会う。
取ることのできなかった手
サクラ（本体）と7日間を玖楼国で過ごすが、彼女の誕生日当日、飛王が現れる。潔斎中で躊躇したためサクラ（本体）の手を取ることができず、彼女に死の刻印を付けられる。その後日本に戻って傷を癒し、刻印を消す方法を探すため再び玖楼国へと飛んだ。刻印を消す方法は見付からず、遂に刻印が全身に回る7年後のサクラ（本体）の誕生日が訪れる。刻印がサクラ姫を飲み込む手前、飛王にもう一度やり直すことを願った。
巻き戻された時間
サクラ（本体）の手を取れなかった‘あの時’へと時間が巻き戻され、両親の関係性を対価に四月一日君尋を生み出す。時間を巻き戻した影響は大きく、その代償として飛王に囚われた。更にサクラ（本体）と関わった人達の運命を大きく変え、‘あの時’の遺跡は時間が止まっている。羽根を集める為なら何の犠牲も厭わない写身を創られる際、自身の左目を媒介に心の半分を写身に与え冷徹な本性を封印した。長い年月を経る間に封印の力は徐々に弱まっていく。
目覚めた『小狼』
東京編でその封印が切れた際、星火に助けられて侑子の許へ移動。写身の小狼を止めるために東京へ現れ、左目を取り戻した。その後、小狼と入れ替わる形で一行に加わり旅を続けた。日本国編では、四月一日の記憶を対価に2人のサクラを取り戻す為に玖楼国へと旅立った。時間を巻き戻した影響が、黒鋼とファイの過去を変えたことに責任を感じていた（※黒鋼とファイからは許される）。切り取られた時間の玖楼国の遺跡の中で、時間を止められていた本体の幼いサクラの手を再び取り、遂に彼女を死の刻印から救い出す。戦いの後、消える直前の飛王によって小狼と四月一日と共に世界の狭間に閉じ込められるも、四月一日と一緒に対価を払い無事脱出。飛王に壊された理の元に戻らない一部となり、2人はどの世界にも繋がらない存在となる。世界均衡を維持するために1つの世界に留まらないことを選ぶ。最終的にはサクラ（本体）に告白し両想いとなる。黒鋼・ファイ・モコナとともに次元を渡る間際、自分の真名をサクラ（本体）に伝え、再び旅立って行った。
その後
『こばと。』のアニメ20話に、黒鋼・ファイ・モコナと共に登場している。担当声優は本作と同じ。
戦闘
争いは好まず必要以上の戦闘は避けている。李小狼が使用している剣と魔法技を武器にしている。鞘は無く、魔法を使って手から出すことが出来る。
「雷帝招来」
雷を召喚し攻撃する。小狼が火の術を好むのに対し、『小狼』はこの術（雷）を好んで用いる。
「風華招来」
風を操る。空を飛んだり障壁にすることが出来る。
｢火神｣
炎を召喚し攻撃する。